# Feria del Señor de los Milagros
La Feria del Señor de los Milagros (fête du Seigneur des Miracles), qui a lieu à partir de septembre ou d'octobre chaque année jusqu'en décembre, est une des plus grandes manifestations taurines d'Amérique latine. C'est aussi une fête votive en l'honneur du saint protecteur de la ville : Seigneur des Miracles qui aurait calmé les fureurs de la nature et sauvé le pays. Les 18 et 19 octobre de chaque année une immense procession parcourt les rues de la ville de Lima.

## Présentation

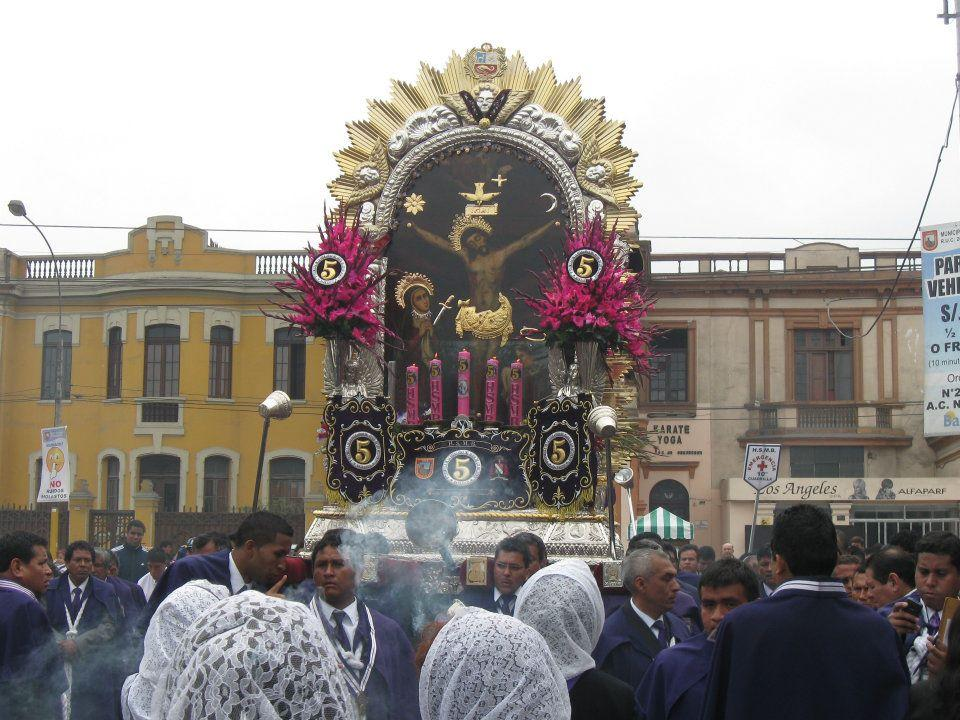
Procession pour le Seigneur des Miracles

Cette fête taurine a été créée un an avant la Feria de San Isidro, en 1946. Elle s'appelait alors feria d'octobre. Elle a été rebaptisée en 1948 en hommage au saint patron de la ville et du pays. L'affiche inaugurale était composée de stars du ruedo, principalement espagnoles, le Pérou revendiquant avec fermeté sa double racine hispano-andine. Le Drapeau espagnol flotte d'ailleurs encore dans les arène d'Acho pendant toute la feria. On trouvait au programme de la première feria : Manolete, le mexicain Luis Procuna. Par la suite Carlos Arruza, Rodolfo Gaona César Rincón et bien d'autres Figuras se sont produits dans ces arènes de grand prestige d'où pourtant ne sont sortis que très peu de toreros péruviens, à l'exception de « El Sargento » et la rejoneadora Conchita Cintrón.

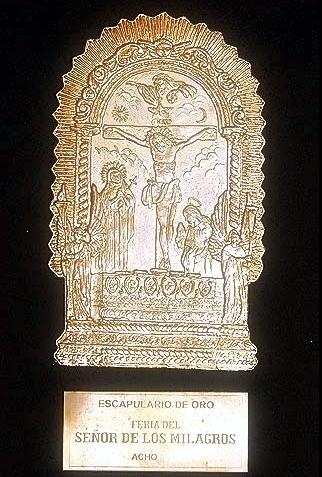
scapulaire d'or

Les spectacles taurins y sont pourtant de très grande qualité, les arènes de Acho sont au premier rang des arène prestigieuses et elle entendent bien conserver leur prestige, au détriment d'apprentis toreros qui y sont très peu admis.Jean-Baptiste Maudet croit avoir déceké une forme de racisme à l'égard des toreros créoles qui n'ont pas de sang espagnol dans les veines. Le seul antécédent célèbre, né au Pérou, immortalisé par les gravures de Francisco de Goya est EL Indio.
Chaque année, à la fin de la feria, le scapulaire d'or est remis au meilleur torero. Parmi les élus, en 1965, on compte l'andalou El Pireo, en 1983 Paco Ojeda, en 1996 Vicente Barrera, Sébastien Castella en 2003, et de nouveau en 2006 avec El Juli.
Cependant, une autre arène accueille une autre feria. Construite en 1982, elle accueille environ 10 000 personnes pour la feria de la Santa Rosa de Lima